# Henry Baldwin
Henry Porter Baldwin (Coventry, 22 febbraio 1814 – Detroit, 31 dicembre 1892) è stato un politico statunitense.
È stato governatore del Michigan e senatore degli Stati Uniti d'America.

## Biografia
Baldwin nacque da John e Margaret Baldwin a Coventry, città nello Stato di Rhode Island, e frequentò le scuole, all'epoca, d'obbligo. Lavorò come impiegato di deposito a Pawtucket dai 12 ai 20 anni, dopodiché si fidanzò, fece molti affari e visse molti anni di ricchezza della sua vita a Woonsocket. Nel 1835 si sposò con Harriet Day (la quale morì nel 1862). Si sposò una seconda volta, questa volta con Sibyle Lambard, nel 1866, la quale gli sopravvisse.
Baldwin andò a vivere a Detroit, in Michigan, dove stabilì un ingrosso di calzature nel 1838. Fece parte della convenzione organizzata dal Partito Repubblicano statunitense a Jackson, in Michigan, nel 1854. Organizzò inoltre la sesta parrocchia episcopale nella periferia settentrionale di Detroit il 27 dicembre 1858, e costruì, per questo motivo, la Chiesa di San Giovanni. Baldwin donò alla chiesa una cappella del suo stesso valore che poteva contenere 125 persone, completata nel novembre del 1859. Egli contribuì anche ad ampliare la chiesa facendone stare 1 300 posti. Questa modifica fu completata nel 1861. Fu il custode della chiesa dalla sua fondazione alla sua morte.
Diresse la Michigan State Bank e fu il presidente della Second National Bank of Detroit tra il 1863 e il 1887. Per molti anni fu il direttore della Eastern Asylum a Pontiac. Fu un membro del Senato del Michigan del secondo distretto tra il 1861 e il 1862. Si sposò una seconda volta con Sibyle Lambard il 21 novembre 1866.
Nel 1868 Baldwin fu eletto Governatore del Michigan, e fece carriera dal 1869 al 1873. Sei anni dopo venne candidato ed eletto membro del Senato degli Stati Uniti per riempire il posto libero causato dalla morte di Zachariah Chandler. Baldwin fu Senatore dal 17 novembre 1879 al 3 marzo 1881 a fianco di Thomas Ferry. Divenne parte del Partito Repubblicano del Michigan dal 1880 al 1882.
Baldwin non si ricandidò per le elezioni del Senato e riprese la sua vecchia vita di affari, dirigendo la Detroit National Bank tra il 1883 e il 1887. Morì a Detroit nel 1892 ed è tutt'oggi sepolto al cimitero di Elmwood.